# Wolny (Dobrzeń Wielki)
Wolny – osada wsi Dobrzeń Wielki w Polsce, położona w województwie opolskim, w powiecie opolskim, w gminie Dobrzeń Wielki.